# 김말룡
김말룡(金末龍, 1927년 2월 2일~1996년 10월 3일)은 대한민국의 정치인이다. 제14대 국회의원을 지냈다.

## 학력
- 국학대학 경제학과 졸업

## 경력
- 대한노총창립대의원
- 노동법제정추진위원
- 한국노총의장
- 전국연합노조위원장
- 서강대 산업문제연구소 노조간부교육과정 전임강사
- 천주교정평위부의원장
- 가톨릭노동상담소장
- 천주교 서울대 교구 노동사무위원회 위원
- 천주교 서울대 교구 정의평화위원회 상임위원
- 신민당최고위원
- 민주당전당대회의장ㆍ당무위원ㆍ경북도지부장ㆍ노동특위위원장

## 역대 선거 결과
|  | 15.63% |

|  | 29.2% |

|  | 11.55% |